# Nouri Bouzid

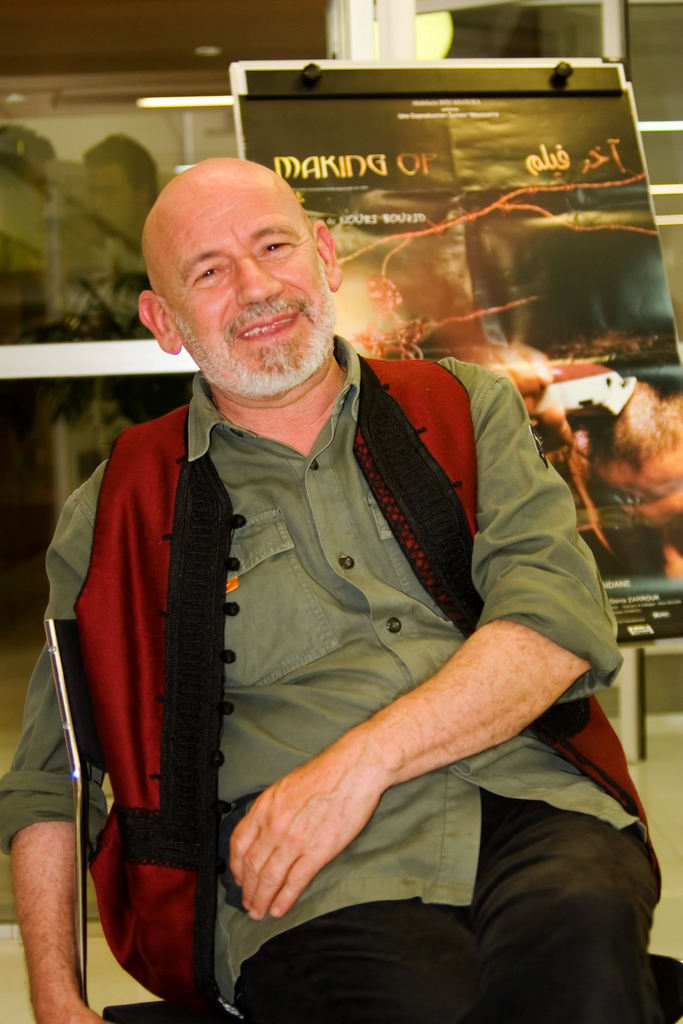
Nouri Bouzid 2007 während der Präsentation seines Films „Making of – Kamikaze“ beim Cines del Sur Granada Film Festival in Spanien

Nouri Bouzid (arabisch نوري بوزيد, DMG Nūrī Būzaid; * 1945 in Sfax) ist ein tunesischer Filmregisseur, Autor und Drehbuchautor. Für seine Filme Mann aus Asche und Making of – Kamikaze wurde er jeweils beim Carthage Film Festival 1986 und 2006 in Tunesien mit dem Tanit d’Or ausgezeichnet. Bouzid ist Träger mehrerer hochrangiger Auszeichnungen, darunter der Ibn-Ruschd-Preis, der ihm im Jahr 2007 verliehen wurde, da er sich „um Meinungsfreiheit, Gleichberechtigung und Demokratie in der arabischen Welt verdient gemacht habe“. Er arbeitete auch als Schauspieler und lehrt an Filmschulen und der Universität Tunis.

## Leben und Ausbildung
Bouzid ist im Süden des Landes, in der Stadt Sfax, geboren und aufgewachsen. Dort absolvierte er seine Schulzeit und war aktives Mitglied des Filmclub Louis Lumière, ehe er seine höhere Ausbildung in Tunis fortsetzte. Im Jahr 1966 absolvierte er eine Fortbildung beim tunesischen Fernsehen und begann anschließend sein Studium am Institut des hautes études cinématographiques in Paris. Nachdem es zu Streiks im Mai 1968 in Frankreich an der Universität gekommen war, beendete Bouzid 1972 nach einem Wechsel sein Studium an der Hochschule für Film- und Theaterwissenschaften in Brüssel (INSAS). Er inszenierte den Diplom-Kurzfilm Duel im Jahr 1972 und nahm an den Dreharbeiten von Rendezvous in Bray von Regisseur André Delvaux als Teil seines Praktikums am Ende des Studiums teil. Zurück in Tunesien schloss er sich der Bewegung „Perspectives Tunisiennes“ an, einer der wichtigsten tunesischen Oppositionsbewegungen in den 1960er und 1970er Jahren und wurde vom Staatssicherheitsgericht wegen Mitgliedschaft in der Groupe d'Etudes et d'Action Socialiste Tunesien (GEAST) zu einer Haftstrafe verurteilt, die er zwischen 1973 und 1979 verbüßen musste. Er war Erniedrigung und Folter ausgesetzt in dieser Zeit und schrieb im Gefängnis Gedichte, die er später veröffentlichte.
1983 machte Bouzid die Bekanntschaft mit Ahmed Bahaeddine Attia als er bei Carthago Films, einer der Produktionsgesellschaften von Tarak Ben Ammar, als Regieassistent arbeitete. Aus dieser Begegnung entstand eine lange Zusammenarbeit. Von 1985 bis 1996 war er als Drehbuchautor an Filmen von Cinétéléfilms, der Produktionsfirma von Attia, die unter anderem die Filme von Férid Boughedir und Moufida Tlatli produzierte, beteiligt. Attia war auch Produzent einiger Filme von Bouzid. Als ihn 1994 ein Industrieller und Finanzier bat, eine Filmschule zu gründen, kam er dem Wunsch nach und gründete École Des Arts et du Cinéma (EDAC) in Tunis. Dort lehrt Bouzid. Aus EDAC sind viele Techniker hervorgegangen, die heute in der tunesischen Filmindustrie aktiv sind. Bouzid lehrt auch an weiteren Filmschulen und der Universität Tunis. Er ist der Vater der Regisseurin Leyla Bouzid, bekannt durch Kaum öffne ich die Augen (As I Open My Eyes). Neben dem Ibn-Ruschd-Preis 2007 erhielt er im selben Jahr den Commandeur de l'Ordre tunisien du Mérite (tunesischer Verdienstorden), ist seit 2009 Träger des Officier des Ordre des Arts et des Lettres und bekam 2013 den Chevalier de la Légion d’Honneur der Ehrenlegion von Frankreich verliehen.
Während einer Diskussion mit Studenten in der Nähe des Campus der Université de Tunis El Manar im April 2011 wurde der Regisseur von einem „bärtigen“ Mann angegriffen, der „Allahou Akbar“ rief und mit einer Eisenstange auf ihn zueilte, Bouzid auf den Kopf schlug und flüchtete. Dank eines Hutes, den Bouzid trug, wurde eine schwere Verletzung verhindert, dennoch eine Kopfwunde davongetragen. Einige Tage später skandierte der Rapper PsycoM bei einem Treffen der Ennahda-Partei, dass wenn er können würde, er eine Kalaschnikow gegen Bouzid einsetzen würde, was von der anwesenden Menge bejubelt worden sein soll. Bouzid entschloss sich daraufhin gegen den Rapper und Ennahda rechtlich vorzugehen.

## Karriere

### Filmschaffender
Geprägt durch seine Erfahrungen im Gefängnis und den Repressalien denen er ausgesetzt war, hat Bouzid immer wieder kritische Themen in seinen Filmen aufgegriffen und sich so zu einem der bekanntesten und erfolgreichsten Regisseure im arabischen Raum entwickelt. Mit seinem Spielfilmdebüt Mann aus Asche stellte er Missbrauch und Homosexualität in den Mittelpunkt und präsentierte den Film bei den Filmfestspielen von Cannes, wo er in der Sektion Un Certain Regard gezeigt wurde. In Tunesien sorgte der Film nach den Filmfestspielen von Carthage, wo er mit dem Tanit d’Or ausgezeichnet wurde für einen Skandal, der Erfolg im Ausland, diverse Preise und das begeisterte Publikum sprachen jedoch letztlich eine andere Sprache. Obwohl Bouzid an das Thema sensibel, sachlich und ohne Sensationslust in seinen Bildern herangegangen war, versuchten arabische Fundamentalisten den Film zu boykottieren, indem sie dem Regisseur Zionismus vorwarfen. „Ein Jude und eine Prostituierte, die einem von seinem Arbeitgeber vergewaltigten tunesischen Jungen helfen – das war für viele zuviel.“
Mit seinem zweiten Spielfilm Les Sabots en or ging Bouzid wieder ein großes Risiko ein. Er verarbeitete mit dem Film seine eigenen entwürdigenden Erlebnisse der Gefangenschaft. Der Film beschreibt die völlige Entwurzelung eines 45-jährigen Intellektuellen, der nach Verbüßung seiner Gefängnisstrafe seine Frau nicht mehr findet und seine Kinder, sein Land und seine Religion nicht mehr versteht. Er griff mit dem Film die Auseinandersetzung zwischen Fundamentalisten und Linken auf. Das Drehbuch schrieb er 1986/87, gedreht wurde der Film 1988 und dann fand ein Ringen um die Zulassung statt, da die tunesischen Zensoren schockiert über die Folter- und Liebesszene waren. Bouzid kämpfte für seinen Film. Aus geforderter Kürzung um 14 Minuten, einschließlich der gerade für Bouzid wichtigsten Szenen des Films, wurde nach zähen Verhandlungen eine Kürzung um 3 Minuten und nach weiteren Verhandlungen gar nur um 35 Sekunden – 20 aus der Folterszene und 15 aus der Liebesszene – aber nur für Tunesien, das Negativ blieb unbeschnitten. Der Film wurde 1989 in der Sektion Un Certain Regard in Cannes beim Filmfestival gezeigt und in Marokko mit dem Hauptpreis des Filmfestivals von Kourigba ausgezeichnet.
1992 geht er mit seinem Film Bezness – Business – Das Geschäft mit der Sehnsucht das Thema Sextourismus an. Der Begriff Bezness findet seine Herleitung vom englischen Wort „Business“ und dem Wort „Beziehung“, es bezeichnet profitorientierte Tätigkeiten von Einheimischen gegenüber Touristen mit dem Ziel, einen Vorteil zu erlangen. Hauptsächlich wird aber durch das Vorspielen von Liebesgefühlen das Ziel verfolgt, materielle und finanzielle Vorteile zu erlangen und/oder Aufenthalt in Europa zu bekommen, so dass das Wort Bezness hier im engeren Sinn zu verstehen ist. In Tunesien ist der Tourismus eine der Haupteinnahmequellen des Staates, der Film brachte Bouzid einmal mehr Ärger ein. Die Subventionen und die Dreherlaubnis für Tunis wurden von der Regierung widerrufen, teure Szenen des Films musste er auslassen, aber es gelang, den Film fertigzustellen. Der Film wurde unter anderem beim Internationalen Mittelmeer-Filmfestival in Köln gezeigt und als die internationale Anerkennung laut wurde, wird er auch im tunesischen Fernsehen ausgestrahlt.
Für die Dokumentation La guerre du Golfe... et après?, einem Gemeinschaftswerk der Regisseure Bouzid, Borhane Alaouié, Néjia Ben Mabrouk, Mostafa Darkaoui und Elia Suleiman, setzten sich die Filmemacher mit dem Zweiten Golfkrieg auseinander. Jeder der fünf Regisseure brachte seinen eigenen Kurzfilm für dieses von Ahmed Bahaeddine Attia produzierte Projekt ein, für das Bouzid C'est Shéhérazade qu'on assassine beisteuerte. Mit den Spielfilmen Tunisienne und Puppen aus Ton, der vom Alltag der Hausmädchen in Tunesien handelt, den „Bonnes“, von den Familien des Umlandes in die Städte geschickt, um dort im Haushalt zu helfen und so das Einkommen der Familie aufbessernd, gelangen Bouzid zwei weitere Filme, die international Anerkennung fanden und mit Preisen geehrt wurden. Für Puppen aus Ton wollte Bouzid die Situation dieser Hausangestellten öffentlich machen und Charaktere zeigen, die gegen das System rebellieren. Obwohl Tunesien eine fortschrittliche Gesetzgebung oder ein fortschrittliches Arbeitsrecht hat, zeigt Bouzid in seinem Film, dass auch Minderjährige auf diese Weise ausgebeutet wurden, niemand sich darum kümmerte, dass doch eigentlich eine Schulpflicht für die Kinder besteht. Der Film wurde unter anderem beim Internationalen Filmfestival Freiburg aufgeführt und geehrt.

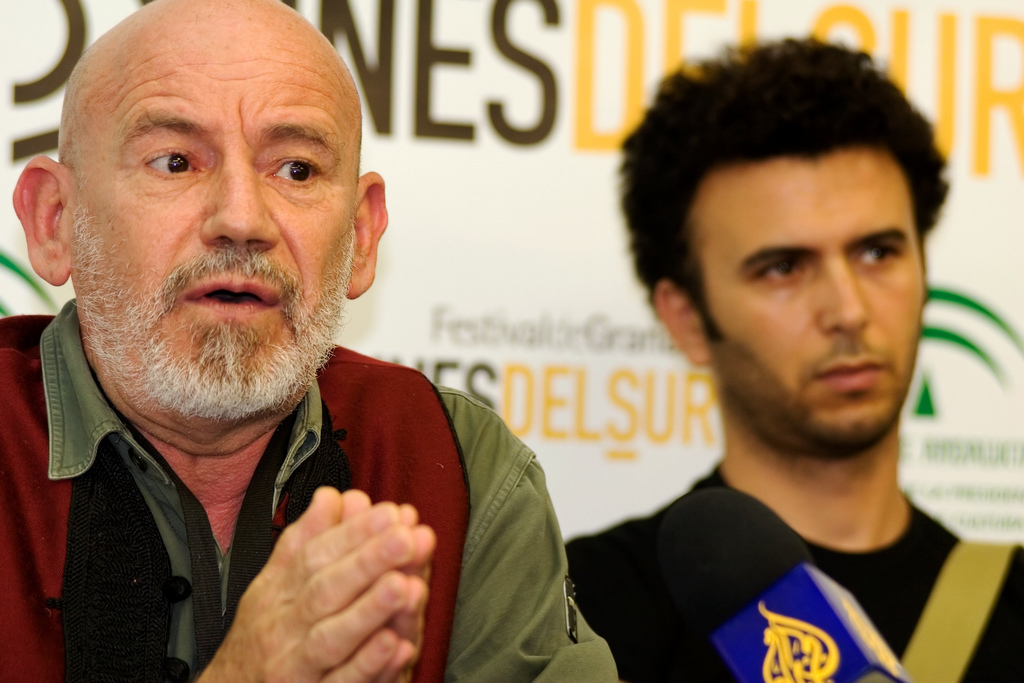
Nouri Bouzid und Lotfi Abdelli 2007 während der Präsentation des Films „Making of – Kamikaze“ beim Cines del Sur Granada Film Festival in Spanien

Die Terroranschläge am 11. September 2001 veranlassten Bouzid, der Frage nachzugehen, warum Terrorismus entsteht. Er beobachtete, dass von westlichen Medien immer die gleichen Fragen zur Motivation oder den Zielen gestellt wurden wenn irgendwo wieder ein Terroranschlag verübt wurde und es nur wenig Antworten auf diese Fragen gab. Bouzid war der Meinung, dass es an der Zeit war, einige dieser Lücken und Defizite zu schließen und Antworten auf einige der Fragen zu finden. Er war der tiefen Überzeugung, dass die Auseinandersetzung mit diesem Thema und die Suche nach Erklärungen von Menschen aus der muslimischen Kultur gegeben werden muss. Er tauchte für seinen Film um den jungen tunesischen Breakdancer Bahta (Lotfi Abdelli) tief in die Ideologie von Fundamentalisten ein, dessen Methode die Gehirnwäsche ist. Über seinen Film sagte er: „Meine Art sie zu denunzieren ist, ihre Methoden zu erforschen.“ Konsequent, aber mit verantwortungsvoller Diagnose schuf er den Film, der weltweit sehr gute Kritiken bekam und mit zahlreichen Preisen belohnt wurde. Für Bouzid bedeutete das, zum zweiten Mal den Tanit d’Or und die Auszeichnung für die Beste Nebendarstellerin beim Carthage Film Festival 2006 entgegennehmen zu können. Insgesamt hat der Film über 25 Preise erhalten, darunter für das Beste Drehbuch beim Tribeca Film Festival oder den Besten Hauptdarsteller für Abdelli beim FESPACO im Jahr 2007. Auch Abdelli hat für sein Spiel dieser Rolle überzeugt, unter anderem als Bester Schauspieler beim Tribeca Film Festival oder dem Mostra de Valencía – Cinema del Mediterrani. Koproduzent für diesen Film ist der deutsche Regisseur und Filmproduzent Frieder Schlaich.
Neben seiner Tätigkeit als Regisseur und Drehbuchautor für Filme wie Halfaouine – Zeit der Träume oder Zeit der Männer, Zeit der Frauen war Bouzid auch in einigen Produktionen als Schauspieler zu sehen, so beispielsweise in Lautlos im Weltraum von Douglas Trumbull oder dem Film Ein Kind mit Namen Jesus von Franco Rossi in der Rolle des Rabbi Fares. In dem Fernsehfilm La télé arrive des tunesischen Regisseurs Moncef Dhouib war Bouzid als Besitzer eines Caféhauses besetzt und schlüpfte für seinen eigenen Film Millefeuille aus dem Jahr 2013 in die Rolle eines Akkordeonspielers. Sein aktueller Film Les épouvantails, als Weltpremiere bei den Internationalen Filmfestspielen von Venedig 2019 gezeigt, wird das Filmfestival von Carthage 2019 eröffnen. Das Festival wird üblicherweise in der ersten Novemberwoche des Jahres in Tunis abgehalten, wird aber aufgrund der Präsidentschaftswahlen in Tunesien um eine Woche vorverlegt werden und findet somit vom 26. Oktober bis 2. November 2019 statt. Der Film erzählt die Geschichte von Zina und Djo, die 2013 von der syrischen Front nach Tunesien zurückkehrten, wo sie entführt und vergewaltigt wurden.

### Autor
Bouzid veröffentlichte einige Sammlungen an Gedichten, von denen einzelne vertont und von Anouar Brahem gesungen werden. Im Jahr 2014 veröffentlichte er in arabischer Sprache (tunesischer Dialekt) Zayer Qdim, entstanden in der Zeit zwischen 1974 und 1984. Er enthält Gedichte aus der Zeit seiner Gefangenschaft und Schriften aus den Jahren nach seiner Freilassung. Die Sammlung wurde von Dar Afek in Tunis herausgegeben. Der Gedichtband spiegelt die politische, soziale und poetische Atmosphäre der 70er Jahre in Tunesien wider, einer Zeit als die tunesischen Intellektuellen gegen den paternalistischen Autoritarismus von Habib Bourguiba revoltierten. Im Jahr 2013 erschien das Buch zum Film Palast des Schweigens, welches von Bouzid und Moufida Tlatli gemeinsam veröffentlicht wurde.

## Filmografie

### Regisseur
- 1972: Duel – Kurzfilm
- 1986: Mann aus Asche (L'Homme de cendres)
- 1989: Les Sabots en or
- 1992: Bezness – Business – Das Geschäft mit der Sehnsucht (Bezness)
- 1993: La guerre du Golfe... et après? – Dokumentation (Beitrag Kurzfilm: C'est Shéhérazade qu'on assassine)
- 1997: Tunisiennes
- 2002: Puppen aus Ton (Poupées d'argile)
- 2006: Making of – Kamikaze (Making of)
- 2013: Millefeuille
- 2019: Les épouvantails (en: The Scarecrows)

### Drehbuchautor
- 1986: Mann aus Asche (L'Homme de cendres)
- 1989: Les Sabots en or
- 1990: Halfaouine – Zeit der Träume
- 1992: Bezness – Business – Das Geschäft mit der Sehnsucht (Bezness)
- 1994: Palast des Schweigens
- 1996: Ein Sommer in La Goulette
- 1997: Tunisiennes
- 2000: Zeit der Männer, Zeit der Frauen
- 2002: Puppen aus Ton (Poupées d'argile)
- 2006: Making of – Kamikaze (Making of)
- 2013: Millefeuille
- 2019: Les épouvantails (en: The Scarecrows)

### Schauspieler
- 1971: Lautlos im Weltraum
- 1987: Ein Kind mit Namen Jesus
- 2006: La télé arrive
- 2010: Les palmiers blessés
- 2013: Millefeuille

## Bibliografie
- 2013: Les Silences du palais – Scénario du film (French Edition)
- 2014: Zayer Qdim (Vieux visiteur) – Gedichtband

## Filmfestivals (Auswahl)
- 1986: Mann aus Asche – Internationale Filmfestspiele von Cannes
- 1989: Les Sabots en or – Internationale Filmfestspiele von Cannes
- 2002: Bezness – Business – Das Geschäft mit der Sehnsucht – Internationales Mittelmeer-Filmfestival Köln
- 2007: Making of – Kamikaze – Französische Filmtage Tübingen
- 2007: Making of – Kamikaze – Filmfest Hamburg
- 2008: Making of – Kamikaze – Jenseits von Europa X, Köln
- 2019: Les épouvantails (en: The Scarecrows) – Eröffnungsfilm des Filmfestivals von Carthage (JCC)

### Nominierungen (Auswahl)
- 1986: Gold Hugo – Mann aus Asche – Chicago International Film Festival
- 1997: Golden Bayard – Tunisiennes – Namur International Festival of French-Speaking Film
- 2002: Golden Bayard – Puppen aus Ton – Namur International Festival of French-Speaking Film
- 2002: Golden Montgolfiere – Puppen aus Ton – Nantes Three Continents Festival
- 2003: Grand Prix – Puppen aus Ton – Internationales Filmfestival Freiburg
- 2007: Golden Alhambra – Making of – Kamikaze – Granada Film Festival Cines del Sur
- 2007: Bester ausländischer Film Making of – Kamikaze – Tribeca Film Festival
- 2012: Black Pearl Award – Millefeuille – Middle East International Film Festival (MEIFF) in Abu Dhabi
- 2019: Sconfini – Les épouvantails – Internationale Filmfestspiele von Venedig 2019

### Auszeichnungen (Auswahl)
- 1986: Golden Charybdis – Mann aus Asche – Taormina International Film Festival
- 1986: Tanit d’Or – Mann aus Asche – Carthage Film Festival (JCC)
- 19??: Erster Preis – Les Sabots en or – Festival du cinéma africain de Khouribga
- 1997: Golden Antigone – Tunisiennes – Montpellier Mediterranean Film Festival
- 1997: Publikumspreis – Tunisiennes – Montpellier Mediterranean Film Festival
- 1997: OCIC Award – Honorable Mention – Tunisiennes – Internationale Filmfestspiele von Venedig
- 1997: Elvira Notari Prize – Tunisiennes – geteilt mit Amel Hedhili, Nadia Kaci und Leila Nassim – Internationale Filmfestspiele von Venedig
- 2001: Bestes Drehbuch – Zeit der Männer, Zeit der Frauen – geteilt mit Moufida Tlatli beim Film Festival Cologne
- 2002: Publikumspreis – Puppen aus Ton – Nantes Three Continents Festival
- 2003: Ecumenical Jury Award – Puppen aus Ton – Internationales Filmfestival Freiburg
- 2007: Tanit d’Or – Making of – Kamikaze – Film Festival von Carthage (JCC)
- 2007: Bester Schnitt – Making of – Kamikaze – FESPACO
- 2007: Asian and Arab Competition Award – Making of – Kamikaze – Cinefan – Festival of Asian and Arab Cinema
- 2007: Muhr Award – Making of – Kamikaze – Dubai International Film Festival
- 2007: Golden Tauro – Making of – Kamikaze – Taormina International Film Festival
- 2007: Bestes Drehbuch Jury Award – Making of – Kamikaze – Tribeca Film Festival
- 2007: Golden Hoggar – Making of – Kamikaze – Oran International Film Festival
- 2019: Special Prize for Human Rights – HRNs: Les Épouvantails – Internationale Filmfestspiele von Venedig 2019